# Guibourtia ehie
Guibourtia ehie är en ärtväxtart som först beskrevs av Auguste Jean Baptiste Chevalier, och fick sitt nu gällande namn av J.Leonard. Guibourtia ehie ingår i släktet Guibourtia och familjen ärtväxter. IUCN kategoriserar arten globalt som livskraftig. Inga underarter finns listade i Catalogue of Life.